# مورتن اندرسن
مورتن اندرسن (متولد ۱۹ اوت ۱۹۶۰)، با نام مستعار " گریت دین "، بازیکن سابق فوتبال دانمارکی است که به مدت ۲۵ فصل در لیگ ملی فوتبال (NFL) بازی کرد، به ویژه در نیواورلئان سنتز و آتلانتا فالکونز. پس از یک دوران حرفه ای از سال ۱۹۸۲ تا ۲۰۰۷، اندرسن با ۳۸۲ بازی، رکورد NFL را برای بازی‌های فصل عادی دارد. او همچنین در رده دوم گل‌های میدانی (۵۶۵) و امتیازات (۲۵۴۴) قرار دارد. علاوه بر دستاوردهایش در لیگ، او با ۱۳۱۸ امتیاز بهترین گلزن تاریخ قدیس‌ها است. اندرسن در سال ۲۰۱۷ وارد تالار مشاهیر فوتبال حرفه ای شد. او به همراه یان استنرود یکی از تنها دو بازیکن اختصاصی است که این افتخار را دریافت کرده‌است.